# Frans Brands
Frans Brands (Berendrecht, Anverso, 31 de mayo de 1940 - Blankenberge, 9 de febrero de 2008) fue un ciclista belga que fue profesional entre 1961 y 1972.
Durante estos años consiguió 38 victorias, entre ellas una etapa al Tour de Francia y al Giro de Italia, además de la Vuelta en Luxemburgo de 1967.

## Palmarés
- 1959
  - Vencedor de una etapa a la Vuelta en Bélgica amateur
- 1961
  - 1r a Rummen
- 1963
  - Vencedor de una etapa del Tour de Francia
  - Vencedor de una etapa del Critèrium del Dauphiné Libéré
  - Vencedor de una etapa de la Volta a Cataluña
- 1964
  - 1.º de la Múnich-Zúrich
  - 1.º en Pléneour-Lanver
  - 1.º en el Gran Premio Ciutat de Vilvoorde
  - 1.º en Sint-Amandsberg
  - 1.º en el Circuito Hageland-Zuiderkempen
  - 1.º en Zellik
  - 1.º en Kapellen
- 1965
  - 1.º en Roosendaal
  - 1.º en Stabroek
  - 1.º en Sint-Lenaerts
  - 1.º en el Critèrium de Bilzen
  - 1.º en Ossendrecht
  - 1.º en el Premio Nacional de Clausura
  - Vencedor de una etapa al Giro de Italia
- 1966
  - 1.º en el Circuito del Brabant Oeste
  - 1.º en Polder-Kempen
  - 1.º en Visé
  - 1.º en Essen
- 1967
  - 1.º en la Vuelta en Luxemburgo y vencedor de una etapa
  - 1.º en el Circuito de las 3 Provincias
  - 1.º en De Pinto
  - 1.º en Auvelais
- 1968
  - 1.º en la Nokere Koerse
  - 1.º en el Premio Nacional de Clausura
  - 1.º en Herenthout
  - 1.º en Oud-Turnhout
  - 1.º en Buggenhout
- 1969
  - 1.º en Mortsel
  - 1.º en Houtem
- 1970
  - 1.º en la Belsele-Puivelde
  - 1.º en Sint-Kwintens-Lennik
  - 1.º en Wilrijk
- 1971
  - 1.º en Amberes

## Resultados en las grandes vueltas
| Carrera         | 1963 | 1964 | 1965 | 1966 | 1967 | 1968 |
| --------------- | ---- | ---- | ---- | ---- | ---- | ---- |
| Giro de Italia  | -    | Ab.  | 15º  | -    | 28º  | Ab.  |
| Tour de Francia | 25.º | 70.º | 8.º  | 33º  | 13º  | 34º  |
| Vuelta a España | -    | -    | -    | -    | -    | -    |